# Contio
Contio (latin, opr. "coventio", af "convenire", komme sammen) var en forsamling, især af folket, men
også af hæren, sammenkaldt for at påhøre
noget. En contio kunne i Rom enhver magistrat
sammenkalde, medens det var consuler, prætorer
og tribuner forbeholdt at lede de besluttende
forsamlinger, comitia.
En contio blev ledet af den
magistrat, der havde sammenkaldt den, og kun han,
og hvem han gav ordet, kunne tale deri. Forud
for afstemningen om lovforslag gik der gerne
flere contiones, hvori lovens talsmænd og modstandere
vekselvis bearbejdede folket; også den i en
sådan forsamling holdt tale benævnes en contio.